# Chính trị Kazakhstan
Kazakhstan là một nước theo chế độ Cộng hòa Tổng thống. Ngày 2 tháng 2 năm 2011, Hiến pháp Cộng hòa Kazakhstan được sửa đổi quy định thủ tục bầu cử tổng thống. Theo đó, kỳ bầu cử sớm của Tổng thống Kazakhstan phải được Tổng thống quyết định và phải tiến hành theo trình tự và quy định trong Luật Hiến pháp hiện hành.
Luật Chính theo Hiến pháp của Kazakhstan yêu cầu tổ chức mô hình chính phủ Tổng thống. Điều này đòi hỏi công cuộc cải cách pháp luật hiện nay tại Kazakhstan dựa trên nguyên tắc đa nguyên về tư tưởng và chính trị, trong đó pháp luật phải bảo đảm quyền con người và những cam kết xã hội – pháp luật.

## Lịch sử
Người Ca-dắc được biết đến trong lịch sử vào cuối thế kỷ XV khi thành lập Nhà nước du mục ở phía Tây và vùng trung tâm của Ca-dắc-xtan ngày nay. Từ 1488 đến 1518, các Hãn người Ca-dắc kiểm soát hầu như toàn bộ thảo nguyên Trung Á.
Thế kỷ XVIII, Đế chế Nga xâm lược Kazakhstan. Các cuộc khởi nghĩa của người Ca-dắc (1792-1794) chống lại ách cai trị của Nga đã bị đàn áp và các Hãn Ca-dắc đã bị tiêu diệt hoàn toàn (1822-1848). Dưới thời Nga hoàng đã có những cuộc di cư lớn của nông dân Nga đến vùng thảo nguyên của Kazakhstan.
Năm 1920, thành lập nước cộng hoà tự trị Kazakhstan. Năm 1936, Kazakhstan chính thức gia nhập Liên Xô. Trong những năm 1954-1956 đã có những đợt di cư ồ ạt từ các vùng khác nhau của Liên Xô sang những vùng đất nguyên sơ của Kazakhstan để khai hoang.
Sau khi Liên Xô tan rã, ngày 16 tháng 12 năm 1991 Kazakhstan tuyên bố độc lập.

## Pháp luật
Hệ thống pháp luật của Kazakhstan chịu ảnh hưởng hệ thống luật Hồi giáo và luật La Mã. Luật Hồi giáo có hiệu lực cho đến đầu năm 1920 và đã được tích hợp với nhiều chuẩn mực Adat và các luật tập quán địa phương trong đó bao gồm các tục lệ của người dân địa phương. Sự ảnh hưởng của luật La Mã chủ yếu xuất phát từ cơ sở lý thuyết và thực tiễn của hệ thống pháp luật của Liên Xô cũng như các nguyên tắc xã hội chủ nghĩa. Pháp luật Kazakhstan hiện vẫn đang được hệ thống hóa. Các văn bản quy phạm pháp luật được phân loại thành hiến pháp, luật hành chính, luật dân sự, luật hình sự, luật lao động, luật tố tụng hoặc luật hình thức bao gồm:
• Hiến pháp của nước Cộng hòa Kazakhstan;
• Luật và nghị định theo quy định của Hiến pháp;
• Điều ước quốc tế;
• Bộ luật và luật thông thường;
• Các quy tắc, nghị định, quy phạm pháp luật

## Hiến pháp
Ngày 28 tháng 1 năm 1993, Hội đồng tối cao nước Cộng hòa Kazakhstan đã thông qua Hiến pháp đầu tiên của Nhà nước Kazakhstan độc lập. Ngày 30 Tháng 8 năm 1995, bản Hiến pháp hiện hành được xây dựng và thông qua bởi một cuộc trưng cầu dân ý toàn quốc. Hiến pháp tiếp tục được sửa đổi 3 lần: vào ngày 7 Tháng 10 năm 1998, ngày 21 tháng năm 2007 và ngày 2 tháng 2 năm 2011.
Ngày 7 tháng 10 năm 1998, Nghị viện ban hành "Luật sửa đổi, bổ sung Hiến pháp nước Cộng hòa Kazakhstan". Lần sửa đổi này nhằm quy định các vấn đề về nhiệm kỳ, các quy định về độ tuổi, kế nhiệm trong trường hợp Tổng thống bị chết hoặc từ chức và các quy định về các thành viên của Thượng viện và Hạ viện.
Theo công bố của Tổng thống Nursultan Nazarbayev tại một phiên họp liên Nghị viện ngày 16 tháng 5 năm 2007, các đề nghị sửa đổi đối với Hiến pháp Kazakhstan bao gồm:
1. Phân bổ lại quyền hạn và trách nhiệm nhằm tăng cường vai trò của Nghị viện. Giảm nhiệm kỳ tổng thống từ 7 năm xuống 5 năm. Tăng số lượng thành viên của Nghị viện, cả trong Hạ viện, từ 77 tên 107, và trong Thượng viện, từ 39 lên 47.
2. Tăng cường vai trò của các đảng phái chính trị.
3. Phát triển các chính quyền tự trị tại địa phương.
4. Cải thiện hệ thống tư pháp.
5. Tăng cường các hiệp định quốc tế và củng cố Quốc hội nhân dân của nước Cộng hòa Kazakhstan.
6. Tiếp tục phát triển các tổ chức dân sự.
7. Tăng cường hệ thống bảo vệ quyền con người.
Ngày 2 tháng 2 năm 2011, Hiến pháp sửa đổi quy định thủ tục bầu cử tổng thống. Theo đó, kỳ bầu cử sớm của Tổng thống Kazakhstan phải được Tổng thống quyết định và phải tiến hành theo trình tự và quy định trong Luật Hiến pháp hiện hành.
Luật Chính theo Hiến pháp của Kazakhstan yêu cầu tổ chức mô hình chính phủ Tổng thống. Điều này đòi hỏi công cuộc cải cách pháp luật hiện nay tại Kazakhstan dựa trên nguyên tắc đa nguyên về tư tưởng và chính trị, trong đó pháp luật phải bảo đảm quyền con người và những cam kết xã hội – pháp luật.
Hiến pháp Kazakhstan có bản tiếng Anh, tiếng Nga và tiếng Kazakhstan (có thể tìm thấy trên cơ sở dữ liệu của Bộ Tư pháp).

## Hệ thống chính trị
Điều 3 của Hiến pháp quy định quyền lực nhà nước Cộng hòa Kazakhstan là thống nhất và được thực hiện trên cơ sở Hiến pháp và pháp luật phù hợp với nguyên tắc tam quyền phân lập (lập pháp, hành pháp và tư pháp) và hệ thống giám sát và cân bằng quyền lực giữa các nhánh quyền lực này.
• Nhánh lập pháp bao gồm Nghị viện nước Cộng hòa Kazakhstan (Thượng viện và Hạ viện).
• Nhánh hành pháp bao gồm Chính phủ, các Ủy ban nhà nước và các cơ quan điều hành trung ương và địa phương khác của nhà nước Cộng hoà.
• Nhánh tư pháp bao gồm Tòa án Tối cao và các tòa án địa phương (vùng, quận huyện và các tòa án khác).
• Theo Hiến pháp, Hội đồng Hiến pháp của nước Cộng hòa Kazakhstan là một cơ quan độc lập và riêng biệt với các nhánh tư pháp, hành pháp và lập pháp.
• Theo quy định của Hiến pháp, Tổng thống không thuộc về bất cứ nhánh quyền lực nào.

### Tổng thống
Tổng thống nước Cộng hòa Kazakhstan là người đứng đầu nhà nước và là cán bộ cấp cao nhất của nhà nước. Vai trò của tổng thống là xác định định hướng cho các chính sách đối nội và đối ngoại của Nhà nước và đại diện Nhà nước trong các mối quan hệ trong và ngoài nước.

### Nghị viện
Cơ quan đại diện cao nhất của nước Cộng hòa Kazakhstan là Nghị viện lưỡng viện. Điều 50 Hiến pháp quy định Nghị viện gồm Thượng viện và Hạ viện. Hai viện đầu tiên được bầu ra vào tháng 12 năm 1995.
Mỗi vùng và thành phố lớn, và cả thủ đô nước Cộng hòa Kazakhstan, bầu ra hai đại biểu tham gia Thượng viện.
Các cuộc bầu cử được tiến hành tại một phiên họp chung của tất cả các cơ quan đại diện của các đơn vị hành chính, thành phố lớn và thủ đô của nước Cộng hòa. Tổng thống bổ nhiệm 15 thượng nghị sĩ với nhiệm kỳ kéo dài sáu năm.
Hạ viện bao gồm 107 đại biểu, trong đó có 98 đại biểu được bầu trực tiếp tại các khu vực bầu cử của địa phương. 9 đại biểu được Hội đồng nhân dân Kazakhstan bổ nhiệm. Nhiệm kỳ của các đại biểu Hạ viện kéo dài năm năm.
Theo Hiến pháp năm 1995, Nghị viện hiện hành thay thế cho cơ chế đơn viện của quyền lực đại diện – chính quyền Xô viết tối cao. Các cuộc bầu cử đầu tiên vào Thượng viện và Hạ viện của Nghị viện được tổ chức vào tháng 12 năm 1995. Tổng cộng 47 đại biểu đã được bầu vào Thượng viện và 67 đại biểu được bầu vào Hạ viện.
Theo bản Hiến pháp sửa đổi, cuộc bầu cử theo chính sách hỗn hợp vào Hạ viện được tổ chức vào mùa thu năm 1999. Chính sách này cho phép các chính đảng được bầu vào Nghị viện trên cơ sở nguyên tắc đại diện tỷ lệ.
Cấu trúc mới của hai Viện đã được áp dụng vào tháng 8 năm 2007 căn cứ theo bản Hiến pháp sửa đổi tháng 5/2007. Theo đó, bản Hiến pháp sửa đổi nâng số lượng đại biểu do Tổng thống chỉ định lên 15 đại biểu, và Tổng thống bổ nhiệm 8 thành viên vào Thượng viện vào ngày 28 Tháng 8 năm 2007.
Theo Hiến pháp sửa đổi, Hạ viện bao gồm 107 thành viên. 98 trong số các thành viên này được bầu ra trên cơ sở bình đẳng, trực tiếp và phổ thông đầu phiếu thông qua hình thức bỏ phiếu kín và 9 đại biểu còn lại được bầu ra bởi Hội đồng Nhân dân Kazakhstan.

### Chính phủ
Chính phủ thực hiện các quyền hành pháp của nước Cộng hòa Kazakhstan, điều hành và cố vấn hoạt động của hệ thống các cơ quan hành pháp. Theo Hiến pháp, Chính phủ chịu trách nhiệm trước Chủ tịch nước Cộng hòa và trước Thượng viện và Hạ viện về các hoạt động của mình. Thủ tướng và Phó Thủ tướng thứ nhất được bổ nhiệm bởi Tổng thống. Hội đồng bộ trưởng cũng được Tổng thống bổ nhiệm. Hiến pháp quy định Tổng thống có thể bổ nhiệm và miễn nhiệm Chính phủ, bổ nhiệm người đứng đầu cơ quan hành chính các khu vực và thành phố.

### Hội đồng Hiến pháp
Phần sáu của Hiến pháp nêu một số quy định cơ bản nhằm thiết lập hệ thống kiểm soát tính hợp hiến tại nước Cộng hòa Kazakhstan. Quyền kiểm soát này nằm trong tay Hội đồng Hiến pháp, một cơ quan riêng biệt đối với hệ thống tư pháp. Hội đồng Hiến pháp là một cơ quan nhà nước chịu trách nhiệm đảm bảo tính tối thượng của Hiến pháp nước Cộng hoà vốn là luật cơ bản áp dụng trên toàn lãnh thổ Kazakhstan.
Hội đồng Hiến pháp gồm bảy thành viên; Chủ tịch và hai thành viên được bổ nhiệm bởi Tổng thống nước Cộng hòa, Chủ tịch Thượng viện và Chủ tịch Hạ viện, mỗi Chủ tịch bổ nhiệm hai thành viên cho nhiệm kỳ sáu năm. Một nửa số thành viên của Hội đồng Hiến pháp phải được thay thế sau mỗi ba năm

### Hệ thống Tòa án
Công lý tại nước Cộng hòa Kazakhstan chỉ có thể được thực hiện bởi các tòa án. Quyền tư pháp được thực hiện thông qua các thủ tục tư pháp liên quan tới hiến pháp, dân sự, hành chính, hình sự, và các hình thức khác theo luật định. Trong một số trường hợp, theo quy định của pháp luật, tố tụng hình sự được thực hiện với sự tham gia của các bồi thẩm viên. Các tòa án của nước Cộng hoà bao gồm Tòa án tối cao và tòa án địa phương của nước Cộng hòa được thành lập theo luật định. Hệ thống tư pháp của nước Cộng hòa được quy định theo Điều 75 của Hiến pháp của nước Cộng hòa Kazakhstan và luật hiến pháp. Không được phép thành lập các Toà án đặc biệt và bất thường trên bất kỳ danh nghĩa nào.
Tòa án tối cao của nước Cộng hòa Kazakhstan là cơ quan xét xử cao nhất đối với các vụ án dân sự, hình sự vốn thuộc thẩm quyền xét xử của các tòa án thẩm quyền chung. Tòa án này đồng thời thực hiện giám sát các hoạt động của các tòa án khác theo thủ tục pháp lý quy định trong luật và đưa ra giải thích về các vấn đề trong thực tiễn xét xử.
Chủ tịch của Tòa án tối cao, chủ tịch Hội đồng xét xử và thẩm phán Tòa án tối cao của nước Cộng hòa Kazakhstan được bầu ra bởi Thượng viện theo đề nghị của Chủ tịch nước Cộng hòa dựa trên khuyến nghị của Hội đồng tư pháp tối cao của nước Cộng hoà.
Các Chủ tịch của các oblast và tòa án cấp tương đương, nguyên Chủ tịch Hội đồng xét xử và thẩm phán của tòa án khu vực và tương đương phải được bổ nhiệm bởi Tổng thống nước Cộng hoà theo các khuyến nghị của Tòa án tư pháp tối cao nước Cộng hoà.
Chủ tịch và các thẩm phán của Toà án khác của nước Cộng hòa phải được bổ nhiệm bởi Tổng thống nước Cộng hoà theo đề nghị của Bộ trưởng Bộ Tư pháp dựa trên khuyến nghị của Hội đồng Tư pháp chuyên môn.
Đứng đầu Hội đồng tư pháp tối cao là Chủ tịch, người được bổ nhiệm bởi Tổng thống nước Cộng hoà, bao gồm Chủ tịch Hội đồng Hiến pháp, Chủ tịch của Tòa án tối cao, Tổng Kiểm sát, Bộ trưởng Bộ Tư pháp, đại biểu của Thượng viện, thẩm phán và các đại biểu khác bổ nhiệm bởi Tổng thống nước Cộng hòa. Hiệp đoàn Tư pháp chuyên môn là một tổ chức độc lập tự chủ với các đại biểu Hạ viện, thẩm phán, công tố viên, giáo viên và học giả pháp luật và công chức của các cơ quan tư pháp

## Các Đảng phái chính trị
- Đảng Cộng hòa Dân chủ Nhân dân Nu Ô-tan (Nur-Otan) do Tổng thống N. Na-da-bai-ép đứng đầu chiếm 98/107 ghế trong Hạ viện
- Đảng Cộng sản, Đảng Yêu nước
- Đảng Dân chủ Ác Giôn
- Đảng Dân chủ A-đi-lét
- Đảng Dân chủ AZAT
- Đảng Dân chủ Xã hội
- Đảng Ru-kha-ni-át
- Đảng Cộng sản Nhân dân
- Đảng Dân chủ Xã hội Toàn dân.